# Campeonato de Fútbol de Costa Rica 1933
La temporada 1933 de la Liga Nacional fue la 13.ª edición de la máxima categoría del sistema de Ligas costarricenses de fútbol.
El tetracampeonato obtenido por el equipo Herediano fue lo más sobresaliente del campeonato de liga ya que fue el primero de los rojiamarillos y el primero que se conquistaba en el fútbol costarricense.

## Sistema de competición
La competición constó de un grupo único integrado por ocho clubes. Siguiendo un sistema de liga, los ocho equipos se enfrentaron todos contra todos en una ocasión sumando un total de 7 jornadas. La clasificación final se estableció con arreglo a los puntos obtenidos por los equipos en cada enfrentamiento, a razón de dos por partido ganado, uno por empatado y ninguno en caso de derrota.

## Clubes participantes
Ocho equipos tomaron parte de la temporada de la Liga Nacional de Fútbol. Alajuela Junior hizo su debut en esta campaña, mientras que Hispano Atlético no fue inscrito.
| Equipo              | Ciudad     | Estadio  |
| ------------------- | ---------- | -------- |
| Alajuela Junior     | Alajuela   | Nacional |
| Alajuelense         | Alajuela   | Nacional |
| Buenos Aires        | Puntarenas | Nacional |
| Gimnástica Española | San José   | Nacional |
| Herediano           | Heredia    | Nacional |
| La Libertad         | San José   | Nacional |
| México              | San José   | Nacional |
| Orión               | San José   | Nacional |

## Desarrollo
El campeonato de liga de 1933 sobresalió por un sistema de competición algo complejo y distinto a los anteriores certámenes ya que en esta ocasión se dispuso que se jugara a una sola vuelta denominada "Eliminatoria", habría una segunda vuelta únicamente con los cuatro mejores equipos en la ronda eliminatoria. Para efectos de la competencia, los puntos logrados en la primera fase se acumularían a los de la segunda para determinar quien sería el campeón.
Una vez más el Herediano se alzó con el trofeo y se proclamó campeón por octava ocasión y por cuarta vez en forma consecutiva, hecho inédito hasta ese momento en el fútbol federado de Costa Rica.
La labor de los heredianos fue más que extraordinaria ya que después de diez encuentros disputados, lograron triunfar en siete oportunidades, empataron 2 juegos y únicamente perdieron uno, anotaron en 29 ocasiones mientras que sus rivales solo les marcaron 14 goles.
El torneo mostró entonces a un sólido Herediano, un equipo de La Libertad que se mostraba lejos del gran nivel exhibido en los años veinte, la decepción seguía siendo Alajuelense y la gran sorpresa fue Buenos Aires el cual logró llegar al cuarto puesto venciendo a algunos de los tradicionales como la Gimnástica y los decanos de La Libertad.

### Clasificación
| Pos. | Equipo                | Pts. | PJ | G | E | P | GF | GC | Dif. | Notas               |
| ---- | --------------------- | ---- | -- | - | - | - | -- | -- | ---- | ------------------- |
| 1    | C. S. Herediano       | 16   | 10 | 7 | 2 | 1 | 29 | 14 | +15  | Primer tetracampeón |
| 2    | Gimnástica Española   | 13   | 10 | 6 | 1 | 3 | 28 | 16 | +12  |                     |
| 3    | C. S. La Libertad     | 12   | 10 | 5 | 2 | 3 | 22 | 15 | +7   |                     |
| 4    | C. S. Buenos Aires    | 12   | 10 | 6 | 0 | 4 | 36 | 31 | +5   |                     |
| 5    | C. D. Alajuela Junior | 6    | 7  | 3 | 0 | 4 | 22 | 24 | −2   |                     |
| 6    | Orión F. C.           | 4    | 7  | 1 | 2 | 4 | 16 | 32 | −16  |                     |
| 7    | C. S. México          | 3    | 7  | 1 | 1 | 5 | 9  | 21 | −12  |                     |
| 8    | L. D. Alajuelense     | 2    | 7  | 0 | 2 | 5 | 9  | 18 | −9   |                     |

 Fuente: RSSSF
Criterios de clasificación: Puntos · Diferencia de goles · Goles a favor
|                                    |
|                                    |
| Campeón C. S. Herediano 8.º título |

## Estadísticas

### Plantilla del campeón
La nómina completa de la temporada 1933 del Herediano que se proclamó campeón por octava vez en su historia, alcanzando el primer tetracampeonato del fútbol federado en Costa Rica.
1. Abel Sandoval
2. Aníbal Varela
3. Carlos Rodríguez
4. Eladio Rosabal
5. Francisco Fuentes
6. Ismael Quesada
7. Jeremías Vargas
8. José Salazar
9. Juan Salas
10. Luis Barrantes
11. Manuel Zamora
12. Manuel Zúñiga
13. Milton Valverde
14. Rafael Herrera
15. Santiago Bonilla
16. Santiago Campos

### Otros datos
- Máximo goleador: Rafael Madrigal con 16 goles (C. S. La Libertad)[2]
- Total de goles marcados: 171
- Antes del inicio de la campaña de 1933, se jugó la primera edición de la Copa Cafiaspirina que fue ganada por La Libertad. El club México eliminó al campeón de liga Herediano por 2-1, sin embargo los mexicanistas caerían estrepitosamente en la ronda siguiente contra el Alajuela Junior por 9-1.
- El Herediano fue el primer club costarricense en conquistar cuatro títulos en forma consecutiva.
- El campeonato de 1933 fue el primero que se organizó a una sola vuelta.
- El Alajuela Junior conquistó en 1933 la mayor goleada que registró este club en primera división al vencer por 8-1 al Orión.
- La Gimnástica regresó invicto de una gira realizada a Honduras en marzo de 1933, logrando victorias como el 1-0 sobre la selección de ese país el 27 de marzo y el triunfo frente al Olimpia por 6-0.
- Solo el Herediano venció a los chilenos del Audax Italiano ya que en la gira realizada por estos, ni La Libertad ni el Buenos Aires pudieron derrotarlos, cayendo con marcadores de 2-3 y 1-3, respectivamente.